# Мурдасов, Борис Александрович
Борис Александрович Мурдасов (12 мая 1941, Златоуст, Челябинская область — 28 апреля 2025, Челябинск) — конструктор в области тракторостроения. Заслуженный конструктор РФ (1993), лауреат Государственной премии СССР (1987).
После окончания Челябинского политехнического института по специальности «ДВС» (1964) работал на ЧТЗ: инженер-конструктор СКБ-75, инженер-исследователь, начальник лаборатории по испытанию двигателей, начальник конструкторской группы, начальник КБ выпускных трасс двигателей.
В 1970—1973 годах в качестве представителя ВО «Трактороэкспорт» работал в Индии по обслуживанию и ремонту тракторов ДЭТ-250 и Т-100М и подготовке индийских специалистов.
С 1982 по 1996 год зам. ген. конструктора, с 1997 г. — зам. гл. конструктора по малолитражным двигателям ГСКБ «Трансдизель» ОАО «ЧТЗ». С 1998 г. зам. гл. конструктора ГСКБД, с 2005 г. — зам. гл. конструктора по ОКР ООО ГСКБ «Трансдизель».
Специалист по двигателям внутреннего сгорания. Автор 7 внедрённых в производство изобретений. Заслуженный конструктор РФ (1993), лауреат Государственной премии СССР (1987).
Умер 28 апреля 2025 года в возрасте 83 лет.